# Parapalu
Parapalu – wieś w Estonii, w prowincji Tartu, w gminie Meeksi.